# Kappanaikanahalli, Hosadurga
Kappanaikanahalli là một làng thuộc tehsil Hosadurga, huyện Chitradurga, bang Karnataka, Ấn Độ.